# Fritz Bauer

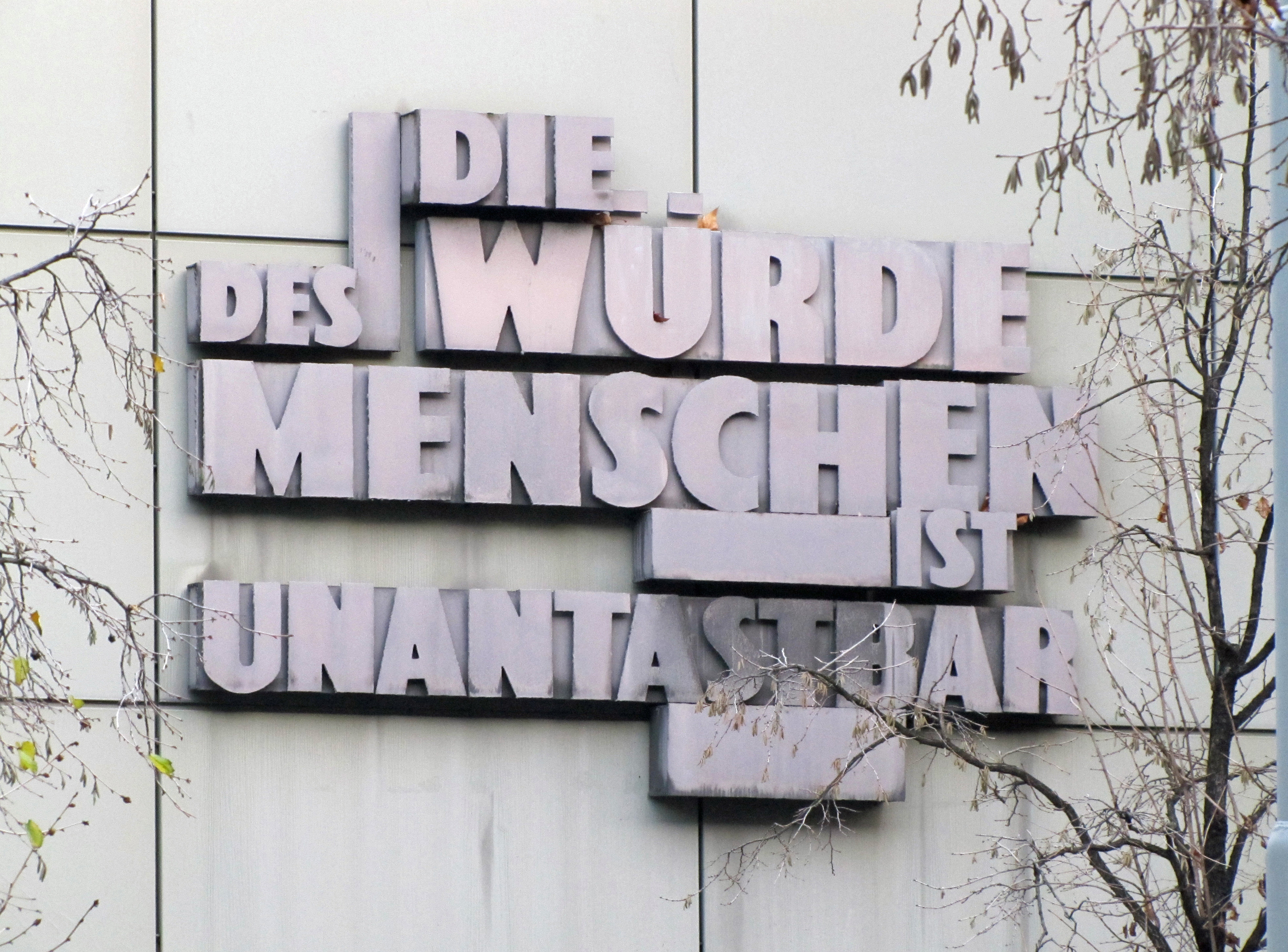
La ințiativa lui Fritz Bauer, a fost plasat pe zidul tribunalului landului Hessen din Frankfurt primul articol din Constituția germană: „Demnitatea omului este inviolabilă.”

Fritz Bauer (n. 16 iulie 1903, Stuttgart, Imperiul German – d. 1 iulie 1968, Frankfurt am Main, RFG) a fost un procuror și judecător german, care a jucat un rol esențial în demararea celor șase procese penale împotriva membrilor pazei și administrării lagărului de concentrare de la Auschwitz, procese cunoscute în germană ca Auschwitzprozesse (în română Procesele Auschwitz).

## Biografia
Fritz Bauer s-a născut în 1903 într-o familie evreiască liberală, bine situată, din Suttgart.
Tatăl său a fost Ludwig Bauer, comerciant de textile, iar mama sa -   Ella Bauer, născută Hirsch. A crescut la Stuttgart și la Tübingen împreună cu sora sa, Margot, cu trei ani mai mică decat el. Dupa terminarea studiilor liceale la Gimnaziul Eberhard-Ludwig din Stuttgart, Bauer a învățat dreptul       la universitățile Heidelberg, München și Tübingen. În timpul studenției a activat într-o asociatie de studenți evrei liberali  
Și-a dat doctoratul cu profesorul Karl Geiler, care avea să devină după cel de-al Doilea Război Mondial cel dintâi prim-ministru (în germană Ministerpräsident) al landului Hessa.
În 1928 Bauer a fost numit judecător stagiar (în germană Gerichtassesor) la Judecătoria Stuttgart, iar în 1930 și-a dat definitivatul, devenind cel mai tânăr judecător definitiv din „Imperiul German” (pe atunci - Republica de la Weimar). Din 1920 era membru al partidului social-democrat. În 1930 a devenit președintele local al Reichsbanner Schwarz-Rot-Gold, o organizație suprapartinică, dominată în practică de social-demcrați, al cărei scop era apărarea democrației parlamentare germane de dușmanii ei interni și externi. În mai 1933 a fost arestat de Gestapo și internat pentru opt luni în Lagărul de concentrare Heuberg, pentru participarea la plănuirea unei greve generale împotriva acaparării puterii de către național-socialiști. A fost exclus din justiție.
În 1936 s-a refugiat în Danemarca. De acolo a fugit în Suedia, cu ajutorul localnicilor, când naziștii au început deportarea evreilor din Danemarca către lagărul Theresienstadt. În Suedia a înființat împreună cu Willy Brandt, viitorul cancelar social-democrat, revista Sozialistische Tribüne (Tribuna socialistă).
În 1949 s-a întors în Germania, unde a devenit director al tribunalului landului din Braunschweig (germană Landgericht Braunschweig). În 1950 a devenit procuror general la tribunalul superior al landului din același oraș. La inițiativa prim-ministrului Georg August Zinn al landului Hessa, a fost numit în funcția de procuror general al landului, cu sediul în Frankfurt am Main. Acolo a decedat în 1968.

## Activitate
Unul din primele sale cazuri ca procuror general (germană Generalstaatsanwalt) în Braunschweig l-a făcut cunoscut și în străinătate. Este vorba de procesul Remer, unde au fost reabilitați luptătorii de rezistență din 20 iulie 1944 și legitimată încercarea lor de a-l asasina pe Adolf Hitler. Tribunalul și-a apropriat în cuvântarea sa finală vederea lui Bauer că statul nazist nu fusese „un stat de drept, ci un stat de nedrept”
În 1959 Bauer a reușit să determine Curtea Federală de Justiție (Bundesgerichtshof) din Karlsruhe să transfere tribunalului landului din Frankfurt competența penală în privința criminalilor de la Auschwitz. La ordinul său, procurorul a demarat procedura penală împotriva membrilor SS ai lagărului de concentrare Auschwitz. Primul proces, „Strafsache gegen Mulka u. a.” (Procesul penal contra Mulka ș.a.) a început în decembrie 1963.
Fritz Bauer a fost de asemenea cel care a comunicat Mossadului în 1960 locul în care se afla Adolf Eichmann în Argentina, după ce primise însuși această informație de la Lothar Hermann, un fost prizonier de lagăr. Bauer nu avea încredere în justiția și poliția germană, crezând că Eichmann ar fi putut fi prevenit, așa că s-a adresat direct autorităților israeliene. Acest fapt a fost cauza directă a prinderii lui Eichmann.
Din cauza acestor angajamente politice și sociale foarte puternice, Bauer a fost privit ca un corp străin în justiția germană. Îi sunt atribuite două citate: „În sistemul judiciar trăiesc ca în exil” și „Când părăsesc biroul meu, mă aflu în străinătatea dușmănoasă”

## Publicații
- Die Kriegsverbrecher vor Gericht. [tr. română Crimele de război în fața justiției]. Postfață de Hans Felix Pfenninger. Seria: Neue Internationale Bibliothek, 3. Europa, Zürich 1945.
- Das Verbrechen und die Gesellschaft.[tr. română Crima și societatea]. Ernst Reinhardt, München 1957.
- Wurzeln nazistischen Denkens und Handelns. [tr. română Rădăcinile gândirii și acțiunii naziste]. Editor Hessische Landesbank, Frankfurt [circa 1960].
- Die Wurzeln faschistischen und nationalsozialistischen Handelns. [tr. română Rădăcinile gândirii și acțiunii naziste] Mainz 1961 (31 p.).
- Die Wurzeln faschistischen und nationalsozialistischen Handelns. [tr. română Rădăcinile gândirii și acțiunii naziste] Europäische Verlagsanstalt (EVA), Frankfurt 1965 (77 p.).
- Widerstandsrecht und Widerstandspflicht des Staatsbürgers. [tr. română Dreptul la opoziție și datoria cetățenească de a te opune]. Frankfurt 1962.
- Sexualität und Verbrechen. Beiträge zur Strafrechtsreform. [tr. română Sexualitatea și crima. Contribuții la reforma dreptului penal]. Editori Fritz Bauer, Hans Bürger-Prinz, Hans Giese, Herbert Jäger. Fischer TB, Frankfurt 1963.
- Die neue Gewalt. Die Notwendigkeit der Einführung eines Kontrollorgans in der Bundesrepublik Deutschland. [tr. română Noua violență.Necesitatea introducerii unui organ de control în Republica Federală Germană]. Editura revistei Ruf und Echo, München 1964 (24 p.)
- Widerstand gegen die Staatsgewalt. Dokumente der Jahrtausende. [tr. română Opoziția împotriva puterii statale. Documente milenare]. Antologie și comentariu de Fritz Bauer, Fischer TB, Frankfurt 1965.
- Auf der Suche nach dem Recht. [tr. română În căutarea dreptății]. Mit 20 Fotos und 7 Zeichnungen. [tr. română Cu 20 de fotografii și 7 desene] Franckh’sche Verlagshandlung, Stuttgart 1966.
- Die Reformbedürftigkeit der Strafrechtsreform. [tr. română Nevoia de reformare a reformei penale]. Sonderreihe „Aus gestern und heute“, 20. Dokumentationen und zeitgeschichtliche Beiträge. München, o. J. [1966] (23 p.)
- Alternativen zum politischen Strafrecht. [tr. română Alternative la dreptul penal politic]. Discurs la 6 martie 1968 în Bad Nauheim. Bad Homburg v. d. H., Dr. Max Gehlen, Berlin 1968 (15 p.)
- Vom kommenden Strafrecht. [tr. română Despre dreptul penal viitor]. Prefață de Herbert Jäger. C. F. Müller, Karlsruhe 1969 (85 p.)
- Die Humanität der Rechtsordnung. Ausgewählte Schriften. [tr. română Umanitatea ordinii de drept. Scrieri alese]. Editori Joachim Perels și Irmtrud Wojak, Campus, Frankfurt 1998, ISBN: 3-593-35841-7.